# MTV Europe Music Awards 1995
Druhé MTV Europe Music Awards se konalo v Le Zénith v Paříži. Moderátorem byl Jean-Paul Gaultier, který během show prostřídal skoro 15 kostýmů. Jednou z předávajících byla i budoucí francouzská první dáma Carla Bruni stejně jako Nina Hagen, Zucchero, George Michael, Jean-Claude Van Damme, Jarvis Cocker ze skupiny Pulp a Kylie Minogue.
Rocková legenda David Bowie rozproudil dav s písní "The Man Who Sold the World" a ostatními vystupujícími byli East 17, Take That, Simply Red, Bon Jovi s "Hey God", The Cranberries s písní "Zombie" a Blur, kteří vystoupili s písní "The Universal".
Významnou událostí noci se stalo vyzývání člena skupiny U2 Bona francouzského prezidenta Jacquese Chiraca k nukleárnímu testovánímu.

## Nominace
Vítězové jsou označeni tučným písmem.

### Nejlepší píseň
- The Cranberries — "Zombie"
- Michael Jackson — "You Are Not Alone"
- The Offspring — "Self Esteem"
- Seal — "Kiss from a Rose"
- TLC — "Waterfalls"

### Nejlepší řezie
- Massive Attack — "Protection" (režie Michel Gondry)

### Nejlepší zpěvačka
- Björk
- Sheryl Crow
- PJ Harvey
- Janet Jacksonová
- Madonna

### Nejlepší zpěvák
- Dr. Dre
- Michael Jackson
- Lenny Kravitz
- Scatman John
- Neil Young

### Nejlepší skupina
- Blur
- Bon Jovi
- Green Day
- R.E.M.
- U2

### Nejlepší nováček
- Dog Eat Dog
- H-Blockx
- Alanis Morissette
- Portishead
- Weezer

### Nejlepší Dance
- East 17
- Ini Kamoze
- La Bouche
- Moby
- Sin with Sebastian

### Nejlepší Rock
- Bon Jovi
- Green Day
- Oasis
- The Offspring
- Therapy?

### Nejlepší LIVE
- Bon Jovi
- The Prodigy
- R.E.M.
- The Rolling Stones
- Take That

### Free Your Mind
- Greenpeace

## Vystupující
- Blur — "The Universal"
- Bon Jovi — "Hey God"
- David Bowie — "The Man Who Sold the World"
- The Cranberries — "Zombie"
- East 17
- MC Solaar
- Simply Red — "Fairground"
- Take That - "Back for Good"